# Хоакин Фернандес де Кордова и Пачеко
Хоакин Фернандес де Кордова-и-Пачеко (исп. Joaquín Fernández de Córdoba; 22 апреля 1787, Мадрид — 1 октября 1871, Мадрид) — испанский военный и аристократ, 10-й маркиз Мальпика, 9-й граф Гондомар, 19-й сеньор Парла, 20-й сеньор Вальдепуса, 6-й герцог Арион и гранд Испании, который занимал должности старшего конюха и сомелье корпуса королевы Изабеллы II.

## Происхождение
Родился 22 апреля 1787 года в Мадриде. Сын Мануэля Антонио Фернандеса де Кордова-и-Пиментель, 9-го маркиза Мальпика (1764—1805), и Терезы дель Кармен Пачеко Тельес-Хирон (1765—1828), которая в 1775 году стала 5-й герцогиней Арион.
У него было несколько семейных контактов с королевским двором. Не вдаваясь в подробности, его дед по отцовской линии, 12-й герцог Мединасели, умерший в 1789 году, был майордомом Карлоса III, главой его королевского дома, а до того — старшим канюхом овдовевшей королевы Изабеллы де Фарнезе и, принц Астурийский Карлос.

## Биография
В 1793 году он был назначен капитаном пехотного полка Военных орденов, которым командовал его отец, а в 1799 году переведен в Малагский пехотный полк. В 1805 году после смерти своего отца Хоакин Фернандес де Кордова унаследовал титул 10-го маркиза де Мальпика. В день восстания 2 мая 1808 года он сражался во главе кучки соотечественников на Толедском мосту, чтобы позднее двинуться в армию Эстремадуры, получив звание полковника кавалерии.
Он участвовал в различных действиях против французских войск в марте 1809 года и был произведён в бригадные генералы 8 апреля 1810 года. Участвовал в битве при Талавере и в битве при Оканье. В августе 1811 года он был назначен адъютантом генерала Кастаньоса и следил за передвижениями армии в Эстремадуре, Галисии и Кастилии.
После окончания войны он женился на Марии де ла Энкарнасьон Альварес де лас Астуриас-Бохоркес, дочери герцога Гора, 16 июня 1814 года, и король Фердинанд VII назначил его бригадным генералом. Он унаследовал герцогский титул от своей матери, когда она умерла в 1828 году.
Из-за своих симпатий к движению «Либеральное трехлетие» после его провала он был лишен дворцовых почестей так называемым Андухарским декретом и, только восстановлен в них, в 1829 году в результате брака монарха с Марией Кристиной де Бурбон-Сицилийской.
С восшествием на престол новой королевы Изабеллы II в 1833 году его удача резко изменилась, поскольку она пользовалась полным доверием королевы-регентши. Сенатор от провинции Толедо в 1834 году, в 1839 году он был награжден Большим крестом ордена Карлоса III и был назначен на свою первую должность — главного конюха королевы.
В 1845 году он был назначен пожизненным сенатором, а через два года дослужился до чина фельдмаршала, с которым служил с 13 июня 1847 года в должности первого главнокомандующего Королевской гвардии алебардистов.
В 1854 году он перестал быть женихом и несколько месяцев занимал должность королевского сомелье. Это дало ему за неоднократные заслуги перед короной Цепь ордена Золотого руна 3 июня 1851 года.
В 1865 году королева Изабелла II назначила его сомелье корпуса во главе своей королевской палаты, и эту должность он занимал до свержения монарха три года спустя.
Его отношение после революции, в котором он остался верен королеве, отказавшись принести присягу королю Амадео I, привело к тому, что он потерял все свои звания и воинские почести.

## Награды
- Кавалер Ордена Золотого Руна
- Большой крест Карлоса III
- Большой крест Ордена Святого Херменегильдо
- Крест за битву при Талавера-ла-Рейна
- Крест Третьей Армии
- Крест Фуги Мадрида
- Кавалер Ордена Святого Дженнаро Неаполитанского
- Кавалер Большого креста Императорского ордена Розы Бразилии

## Семья
Жена с 16 июня 1814 года — Мария де ла Энкарнасьон Франсиска де Асис Альварес де лас Астуриас-Бохоркес Чакон (7 апреля 1798 — 5 мая 1863), дочь Николаса Маурисио Альвареса де лас Астуриаса-Бохоркеса и Велеса-Ладрона де Гевары (1741—1825), 1-го герцога де Гор, 6-го маркиза де лос Трухильос, и Марии дель Кармен Чакон и Каррильо де Альборнос (1772—1860). У супругов были следующие дети:
- Мария дель Кармен Тереза Фернандес де Кордова и Альварес де лас Астуриас-Бохоркес (род. и ум. 24 апреля 1815)
- Хоакин Фернандес де Кордова и Альварес де лас Астуриас-Бохоркес, 10-й маркиз де Повар (29 июля 1816 — 23 ноября 1847)
- Мария де ла Энкарнасьон Хоакина Фернандес де Кордова и Альварес де лас Астуриас-Бохоркес (27 июня 1817 — 8 августа 1884)
- Мария Бланка Фернандес де Кордова Альварес де лас Астуриас-Бохоркес (1 мая 1818 — 23 февраля 1846)
- Луиза Мария Каэтана Фернандес де Кордова Альварес де лас Астуриас-Бохоркес (7 августа 1819 — 13 апреля 1880)
- Педро де Алькантара Фернандес де Кордова Альварес де лас Астуриас-Бохоркес (1819—1883)
- Альфонсо Фернандес де Кордова Альварес де лас Астуриас-Бохоркес (8 июля 1823 — 21 марта 1903)
- Мария Кристина Фернандес де Кордова Альварес де лас Астуриас-Бохоркес (6 сентября 1831 — 18 ноября 1916)
- Гонсало Мария Фернандес де Кордова Альварес де лас Астуриас-Бохоркес (6 августа 1834 — 23 декабря 1892)
- Николас Фернандес де Кордова Альварес де лас Астуриас-Бохооркес (7 декабря 1837—1919)

1 октября 1871 года Хоакин Фернаднес де Кордова и Пачеко скончался в Мадриде. Ему наследовал его внук Хоакин Фернандо Фернандес де Кордова и Альваерс де лас Астуриас-Бохоркес, 7-й герцог де Арион, 11-й маркиз де Мальпика (1845—1891), сын его старшего сына Хоакина Фернандеса де Кордовы, 10-го маркиза де Повара.